# Regierung Krag III
Die sozialdemokratische Regierung Krag III (dän. regeringen Krag) unter Ministerpräsident Jens Otto Krag war vom 11. Oktober 1971 bis zum 5. Oktober 1972 die dänische Regierung. Sie wurde von Friedrich IX. ernannt.
Die Regierung Krag III war das 54. dänische Kabinett seit der Märzrevolution. Alle Minister, mit Ausnahme des parteilosen Grönlandministers Knud Hertling, wurden von der Socialdemokraterne gestellt.

## Kabinettsliste
| Ressort                                                                                 | Name                | Lebensdaten | Partei             |
| --------------------------------------------------------------------------------------- | ------------------- | ----------- | ------------------ |
| Ministerpräsident                                                                       | Jens Otto Krag      | 1914–1978   | Socialdemokraterne |
| Äußeres                                                                                 | Knud Børge Andersen | 1914–1984   | Socialdemokraterne |
| Finanzen                                                                                | Henry Grünbaum      | 1911–2006   | Socialdemokraterne |
| Verteidigung                                                                            | Kjeld Olesen        | 1932–2024   | Socialdemokraterne |
| Inneres                                                                                 | Egon Jensen         | 1922–1985   | Socialdemokraterne |
| Justiz                                                                                  | K. Axel Nielsen     | 1904–1994   | Socialdemokraterne |
| Wirtschaft und Budget                                                                   | Per Hækkerup        | 1915–1979   | Socialdemokraterne |
| öffentliche Arbeiten und Umweltverschmutzungsbekämpfung                                 | Jens Kampmann       | * 1937      | Socialdemokraterne |
| Handel                                                                                  | Erling Jensen       | 1919–2000   | Socialdemokraterne |
| Soziales                                                                                | Eva Gredal          | 1927–1995   | Socialdemokraterne |
| Arbeit                                                                                  | Erling Dinesen      | 1910–1986   | Socialdemokraterne |
| Fischerei                                                                               | Christian Thomsen   | 1909–2003   | Socialdemokraterne |
| Wohnungen                                                                               | Helge Nielsen       | 1918–1991   | Socialdemokraterne |
| Landwirtschaft                                                                          | Ib Frederiksen      | 1927–2018   | Socialdemokraterne |
| Bildung                                                                                 | Knud Heinesen       | * 1932      | Socialdemokraterne |
| Kirche                                                                                  | Dorte Bennedsen     | 1938–2016   | Socialdemokraterne |
| Kulturelle Anliegen                                                                     | Niels Matthiasen    | 1924–1980   | Socialdemokraterne |
| Außenwirtschaft, Angelegenheiten des Europäischen Marktes und Nordische Angelegenheiten | Ivar Nørgaard       | 1922–2011   | Socialdemokraterne |
| Grönland                                                                                | Knud Hertling       | 1925–2010   | parteilos          |